# GT5
Der GT5 (Abkürzung für „Gelenktriebwagen fünfachsig“) ist ein Straßenbahn-Gelenktriebwagen mit fünf Achsen, der in den Jahren 1964 (Wagen 522–534) und 1968/69 (Wagen 511–521 und 535–552) von MAN für die Straßenbahn Augsburg gebaut wurde. Da nur die damaligen Stadtwerke Augsburg diesen Fahrzeugtyp bestellten, gilt er als charakteristisch für die Augsburger Straßenbahn nach dem Zweiten Weltkrieg.

## Beschaffung und Umbau
Als Nachfolger für die elf in Augsburg eingesetzten Großraumzüge der Baureihe M von Rathgeber gaben die Verkehrsbetriebe Augsburg bei MAN in Nürnberg zunächst die Fertigung von 13 Gelenktriebwagen in Auftrag. Diese wurden 1964 mit den Wagennummern 522 bis 534 in Dienst gestellt. Die Gelenktriebwagen wurden so konstruiert, dass sie sich rasch und einfach in zwei Hälften trennen lassen. Nur so war eine Wartung in der kleinen Werkstatt im damaligen Betriebshof möglich. Aufgrund der positiven Erfahrungen wurden 1968 sieben weitere Fahrzeuge (Wagennummern 535 bis 541) bei MAN bestellt.
Um einen einheitlichen Fahrzeugpark zu erhalten, entschlossen sich die Stadtwerke dazu, die elf 1956 ebenfalls von MAN gelieferten Großraumzüge der Baureihe M (Wagennummern 263 bis 273) unter Verwendung neuer Bauteile zu GT5 umzubauen. Dies geschah teilweise bei MAN und teilweise in der eigenen Werkstätte. Auf diese Weise entstanden aus den alten Triebwagen der Großraumzüge die neuen Wagen 511 bis 521 und aus den alten Beiwagen die Wagen 542 bis 552. Insgesamt waren dadurch 1969 42 Gelenktriebwagen vom Typ GT5 im Bestand vorhanden.
In den Jahren 1972/73 mussten im Zuge der Einführung des schaffnerlosen Einmannbetriebs Anpassungen an den GT5 vorgenommen werden. Dabei wurden die Schaffnersitze entfernt und Entwerter, Kontakttrittstufen, Einklemmschutz, Lichtschranken und Druckknöpfe zum Öffnen der Türen von innen und außen nachgerüstet. Eine Ausnahme bildete die erste Türe. Diese sollte weiterhin vom Fahrer bedient und überwacht werden. Neben den genannten Änderungen erfolgten auch ein Umbau der Bestuhlung, der Einbau einer Haltestellen-Tonbandansage sowie die Aufhebung des Fahrgastflusses.
Einige Jahre später (etwa ab 1979/80) ersetzte man die bis dahin üblichen Steckschilder an der Fahrzeugfront durch automatische Brosebänder zur Linien- und Zielbeschriftung. Zudem erfolgte der Einbau eines rechnergesteuerten Betriebsleitsystems. Das Farbschema wurde  nach verschiedenen Farbstudien bis zur 2000-Jahr-Feier Augsburgs im Jahre 1985 von beige mit grünem Zierstreifen auf weiß-smaragdgrün mit schwarzen Rammbohlen und rot-grünem Zierstreifen umgestellt.

## Technik und Ausstattung

Seitenansicht des GT5

Das Einrichtungsfahrzeug besteht aus einer geschweißten Stahlkonstruktion und setzt sich aus einem angetriebenen dreiachsigen Vorderwagen mit Lenkdreiachsgestell sowie einem antriebslosen Nachläufer mit einem zweiachsigen Laufdrehgestell zusammen. Die beiden Wagenteile sind über ein gummigefedertes Kupplungsgelenk verbunden und mit harmonikaartigen Faltenbälgen aus Gummi abgedichtet.
Der Antrieb der Außenachsen des dreiachsigen Lenkgestells erfolgt durch zwei Siemens-Tatzlagermotoren. Gesteuert werden diese Motoren von einem handbedienten, vielstufigen Nockenfahrschalter mit Schalthilfe. Hersteller der Lenk- und Drehgestelle war Klöckner-Humboldt-Deutz.
Die Bremsanlage besteht aus einer elektrischen Betriebsbremse, die durch eine Druckluftbremse ergänzt wird. Die Funktion der Feststellbremse wird von einer Federspeicherbremse und einer elektromagnetischen Schienenbremse übernommen.

## Verbleib

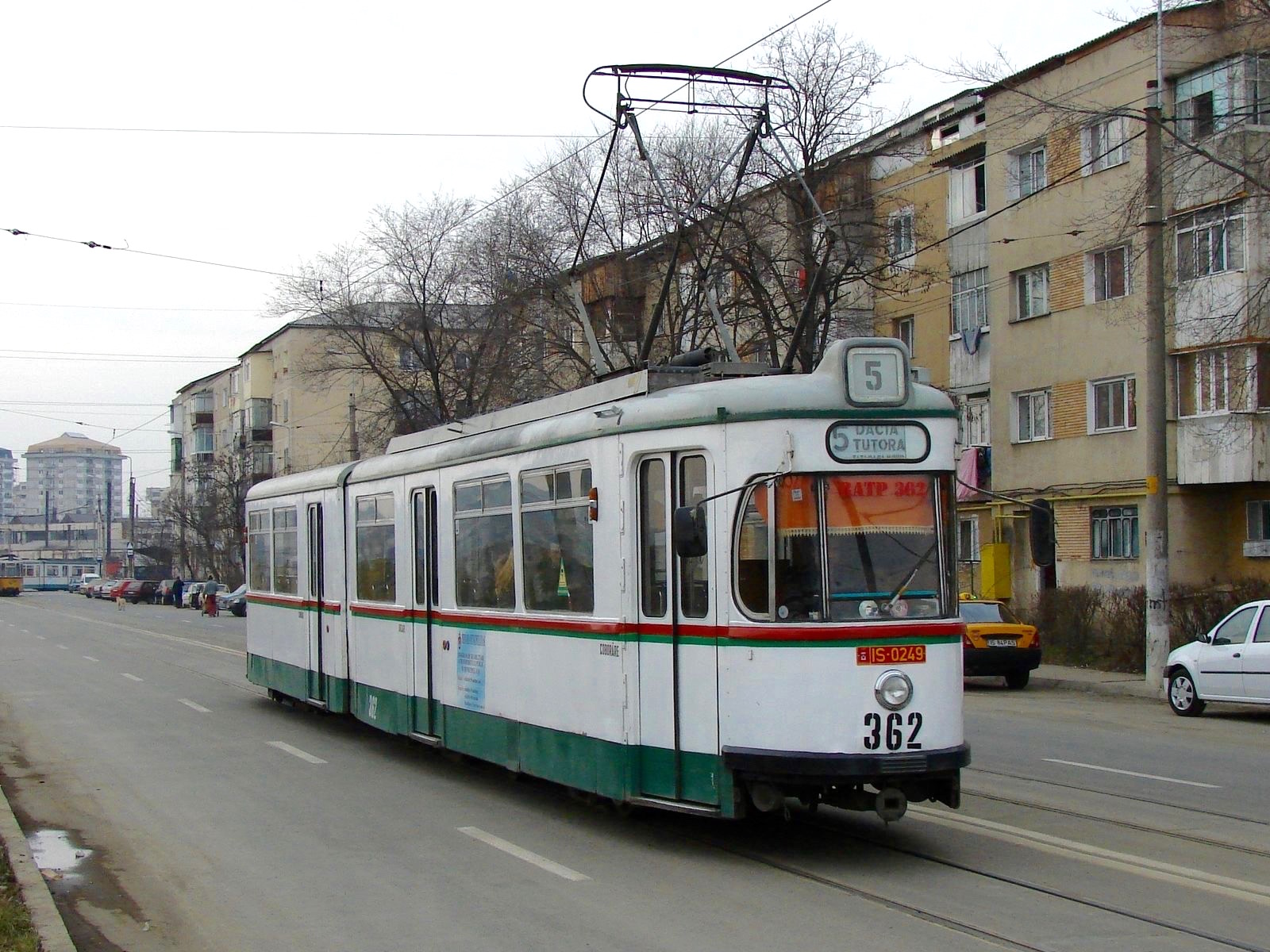
GT5 in Iași (2008)

Nachdem dieser Fahrzeugtyp lange Jahre das Augsburger Stadtbild prägte, wurde er im Jahre 2000 endgültig ausgemustert. Bereits Mitte der 1980er Jahre hatte die Verschrottung älterer Wagen begonnen; sie setzte sich verstärkt in den 1990er Jahren im Zuge der Einführung des 5-Minuten-Taktes und der Beschaffung von wesentlich geräumigeren Stuttgarter GT4-Zügen fort, allerdings konnten die Stadtwerke erst mit der Auslieferung der Combino-Straßenbahn vollständig auf den GT5 verzichten. Die noch betriebsfähigen Fahrzeuge wurden 2001 an die Straßenbahn Iași nach Rumänien verkauft (Wagen 511, 522–525, 531–536, 538, 542, 544 und 545). Lediglich Wagen 535 konnte vom Verein „Freunde der Augsburger Straßenbahn e. V.“ dank einer Spende der SPD Augsburg für 1000 DM von den Stadtwerken abgekauft werden. Er ist heute (Stand 2016) in der Fahrzeughalle des Vereins abgestellt.
Sämtliche nach Rumänien gelieferten GT5 schieden im Juli 2010 aus dem Regelbetrieb aus. Die Fahrzeuge wurden daraufhin im Depot Dacia abgestellt. 2013 wurden die Wagen verschrottet. Gegenwärtig (Stand 2016) ist nur noch ein GT5 (ex Augsburg 545; Iași Wagennummer 354) als Museumswagen in Rumänien vorhanden.